# Portada/efemèride febrer 26
Helen Clark
« 25 de febrer · 26 de febrer · 27 de febrer »